# Abbyville
Abbyville – miasto w Stanach Zjednoczonych, w stanie Kansas, w hrabstwie Reno.